# Gleichnis von den klugen und törichten Jungfrauen
Das von Jesus von Nazaret erzählte sogenannte Gleichnis von den klugen und törichten Jungfrauen (Matthäus 25,1–13 ) beschäftigt sich als Parabel mit der Vorbereitung auf das Reich Gottes und den soteriologischen Konsequenzen daraus.
Das Gleichnis wird in der katholischen Kirche oft in der Heiligen Messe am Gedenktag heiliger Jungfrauen gelesen, etwa der hl. Cäcilia. In der Leseordnung der ordentlichen Form gehört es auch zum 32. Sonntag im Jahreskreis des Lesejahres A im Kirchenjahr der römisch-katholischen Kirche.
In der lutherischen Leseordnung wird dieses Gleichnis am letzten Sonntag des evang. Kirchenjahres, dem Toten- oder Ewigkeitssonntag, als Sonntagsevangelium gelesen. Traditionell thematisiert dieser letzte Sonntag des evang. Kirchenjahres in besonderer Weise die Erwartung des Jüngsten Tages. Dazu gehört als Sonntagsevangelium Das Gleichnis von den klugen und törichten Jungfrauen. Es bildet die Grundlage für das Wochenlied, den Choral von Philipp Nicolai Wachet auf, ruft uns die Stimme (EG 147) und die darauf aufbauende Bachkantate gleichen Namens (BWV 140).

## Text

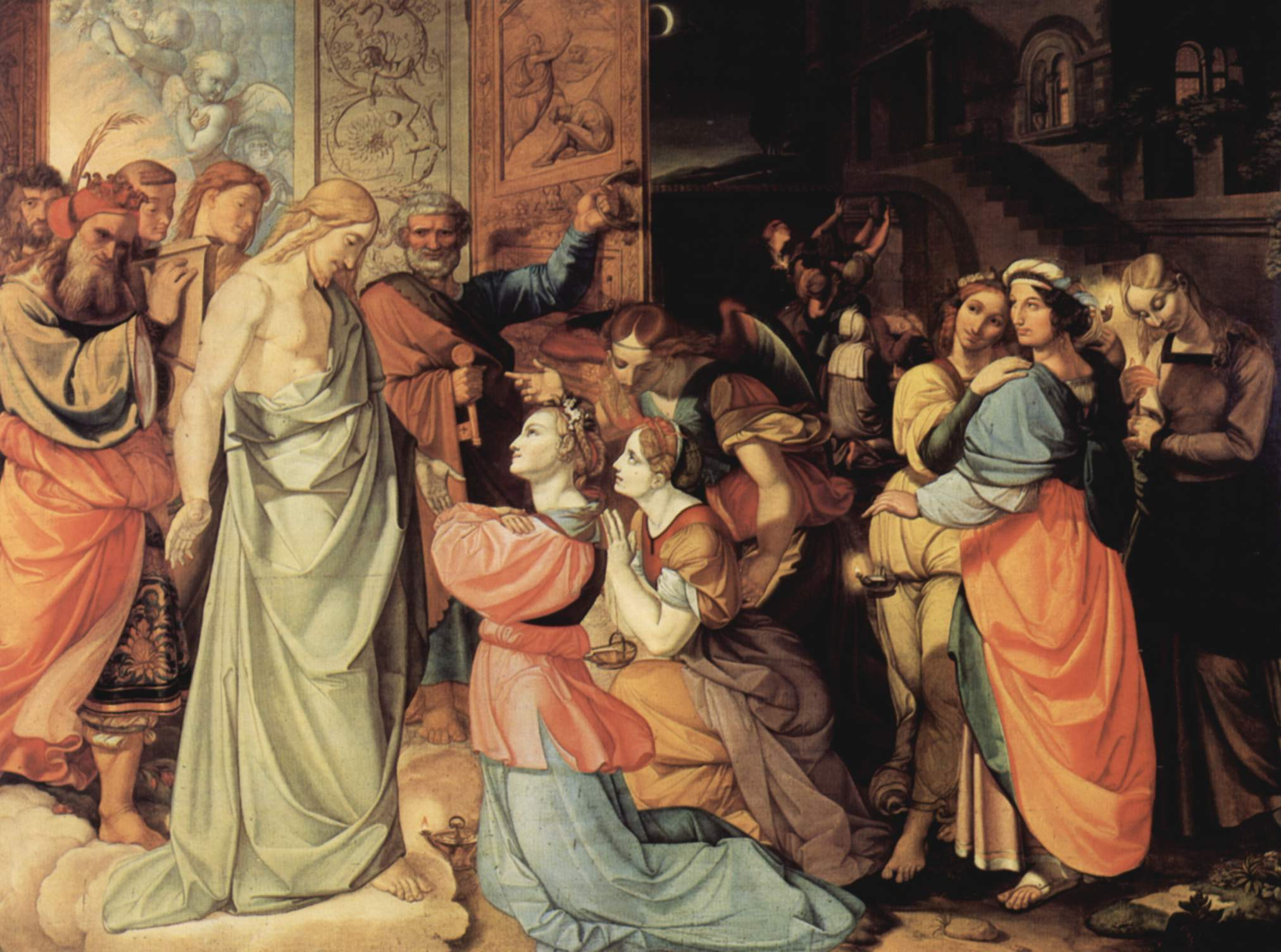
Peter von Cornelius, Öl auf Leinwand, 1813–1819, Düsseldorf, Kunstmuseum Die klugen und die törichten Jungfrauen

Das Gleichnis gehört zum Sondergut des Matthäusevangeliums.
Text nach der Einheitsübersetzung:

„Dann wird es mit dem Himmelreich sein wie mit zehn Jungfrauen, die ihre Lampen nahmen und dem Bräutigam entgegengingen. Fünf von ihnen waren töricht und fünf waren klug. Die törichten nahmen ihre Lampen mit, aber kein Öl, die klugen aber nahmen außer den Lampen noch Öl in Krügen mit. Als nun der Bräutigam lange nicht kam, wurden sie alle müde und schliefen ein. Mitten in der Nacht aber hörte man plötzlich laute Rufe: Der Bräutigam kommt! Geht ihm entgegen! Da standen die Jungfrauen alle auf und machten ihre Lampen zurecht. Die törichten aber sagten zu den klugen: Gebt uns von eurem Öl, sonst gehen unsere Lampen aus. Die klugen erwiderten ihnen: Dann reicht es weder für uns noch für euch; geht doch zu den Händlern und kauft, was ihr braucht. Während sie noch unterwegs waren, um das Öl zu kaufen, kam der Bräutigam; die Jungfrauen, die bereit waren, gingen mit ihm in den Hochzeitssaal und die Tür wurde zugeschlossen. Später kamen auch die anderen Jungfrauen und riefen: Herr, Herr, mach uns auf! Er aber antwortete ihnen: Amen, ich sage euch: Ich kenne euch nicht. Seid also wachsam! Denn ihr wisst weder den Tag noch die Stunde.“

## Deutungen

### Zuhörer Jesu

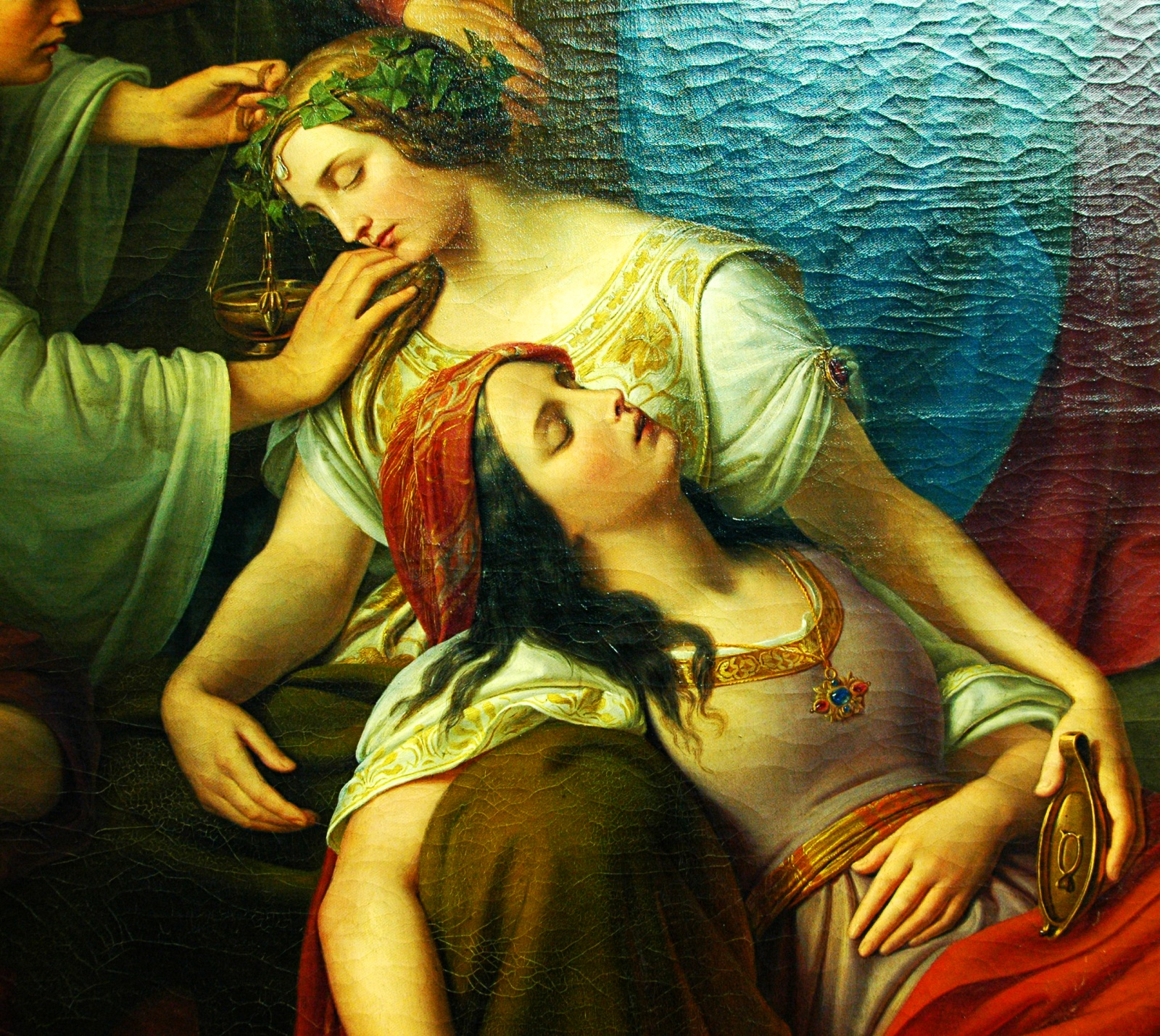
Schlafende Jungfrauen mit Öllampe, von Friedrich Wilhelm Schadow (Ausschnitt)

Im rabbinischen Judentum gab es schon in alttestamentlicher Zeit rabbinische Gleichnisse. Sie dienten der Schriftauslegung und finden sich in Talmud und Midrasch. In diesen Gleichnissen kommen Alltagselemente vor, denen immer dieselben religiöse Bedeutung zugeordnet ist. So war mit dem König oder Gastgeber Gott gemeint, Kluge und Törichte entsprachen Gerechten und Sündern, das festliche Kleid war ein gerechtes Leben vor Gott, mit Wasser oder Brot war die Tora gemeint, mit Öl gute Taten (auch als Sühnehandlung), Gastmahl bedeutete eine enge Beziehung, Acker oder Weinberg war Israel. Die rabbinischen Gleichnisse spielten eine wesentliche Rolle für das Verständnis der Zuhörer Jesu.
Ein Beispiel für ein rabbinisches Gleichnis, das ähnliche Motive verwendet, ist das Gleichnis von den klugen und törichten Gästen:
Rabbi Elieser sagte (in Sprüche der Väter, Kapitel 2):

„Tue Buße einen Tag vor deinem Tode. Die Schüler sprachen zu Rabbi Elieser: Weiß denn der Mensch, an welchem Tage er sterben wird? Dieser erwiderte: Um so mehr muss er heute also Buße tun, vielleicht stirbt er morgen, es ergibt sich also, dass er all seine Tage in Buße verbringt. Ebenso sagte Salomo in seiner Weisheit: ‚Zu jeder Zeit mögen deine Kleider weiß sein, und deinem Haupte mangle es nie an Öl.‘ (Pred. 9,8)“

Die Mischna erzählt (mTaan 4, 8), was Rabban Simeon ben Gamaliel berichtet: Von der Solidarität der Mädchen, die in den Weinbergen vor den Augen möglicher Bräutigame tanzten, doch alle in geborgten Kleidern, um die nicht zu beschämen, die keine schönen Kleider besaßen. Dies sei einer der beiden fröhlichen Tage im Jahr gewesen - ein Kontrast zum Verhalten der biblischen, vermeintlich klugen Mädchen.

### Kirchenväter
Die Kirchenvätern interpretierten das Gleichnis überwiegend allegorisch. Hier sind Beispiele, die Thomas von Aquin in der Catena aurea gesammelt hat:
- Jungfrauen: Hieronymus bezieht die Jungfrauen auf die ganze Menschheit. Manche Kirchenväter interpretieren die jungen Frauen als körperlich und im Geiste jungfräulich, andere Kirchenväter betrachten die Mädchen als körperlich jungfräulich, im Geiste aber als verheiratet. Augustinus von Hippo bezieht die zehn Jungfrauen auf die fünf Sinne, die töricht und weise verwendet werden können.
- Lampen: Hilarius von Poitiers interpretiert die Lampen als das Licht der hellen Seelen, die im Sakrament der Taufe strahlen.
- Öl: Das Öl bedeutet bei Hilarius gute Werke, bei Chrysostomos Nächstenliebe, Almosen und jede Hilfe, die Notleidenden gegeben wird, bei Origenes das Wort der Lehre, mit dem die Gefäße der Seele gefüllt sind.

### Mittelalter

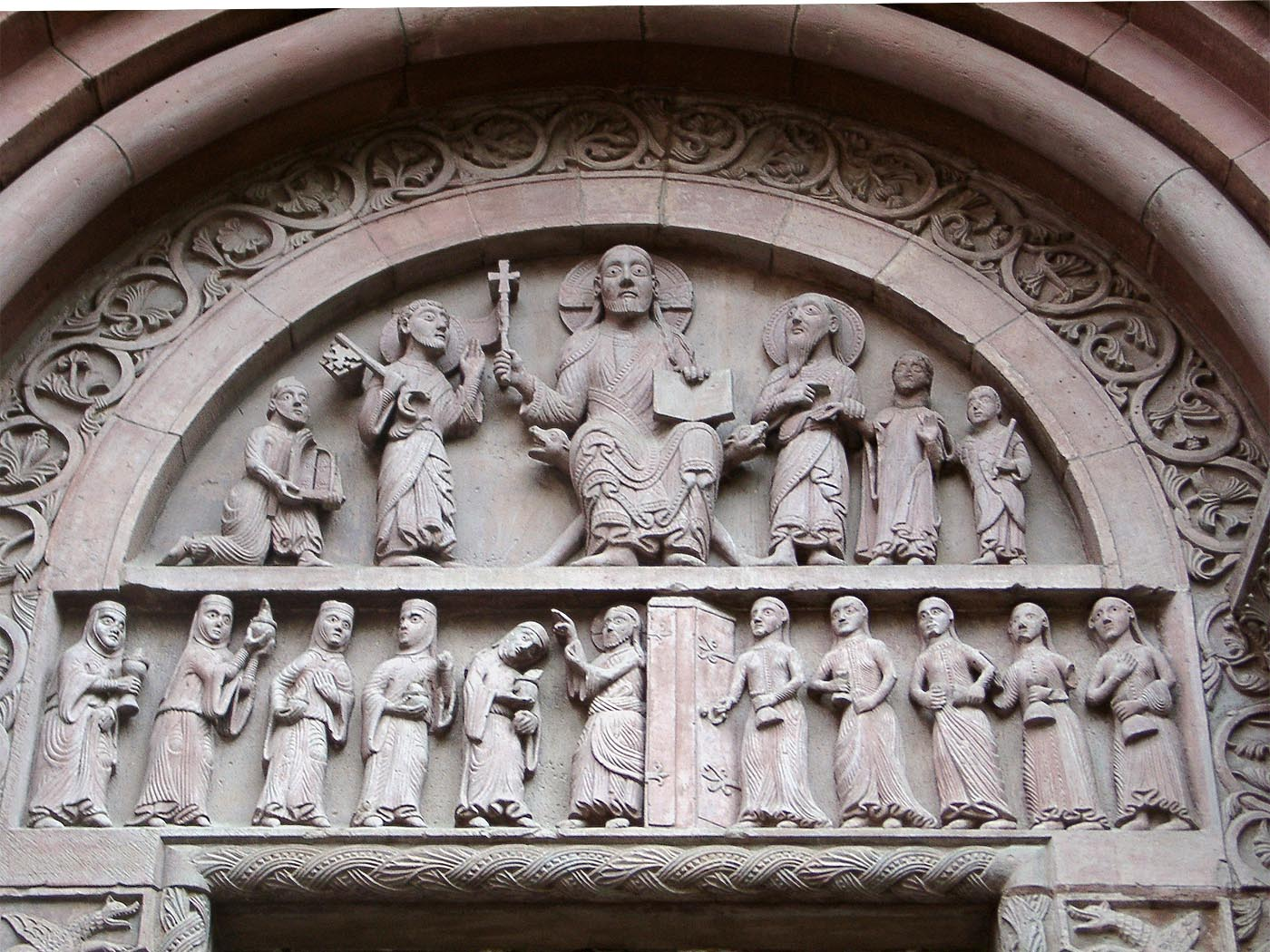
Tympanon der Galluspforte des Basler Münsters

Das Gleichnis war im Mittelalter eines der populärsten Gleichnisse. Nach der Deutung der glossa ordinaria symbolisieren die klugen Jungfrauen, die sich rechtzeitig mit Öl für ihre Öllampen versorgt haben, die christliche Seele, die sich in fünffacher Weise tugendhaft Gott zuwendet; die törichten Jungfrauen, die zwar Öllampen haben, aber kein Öl, symbolisieren fünf Arten der fleischlichen Lust und Verdammnis.
In der bildenden Kunst Europas wurde das Gleichnis von den zehn Jungfrauen vielerorts dargestellt, insbesondere im Bildwerk der gotischen Kathedralen. Häufig befand sich die Darstellung am Westportal, zusammen mit allegorischen Darstellungen von Ecclesia und Synagoge.

### Neuzeitliche Auslegungen

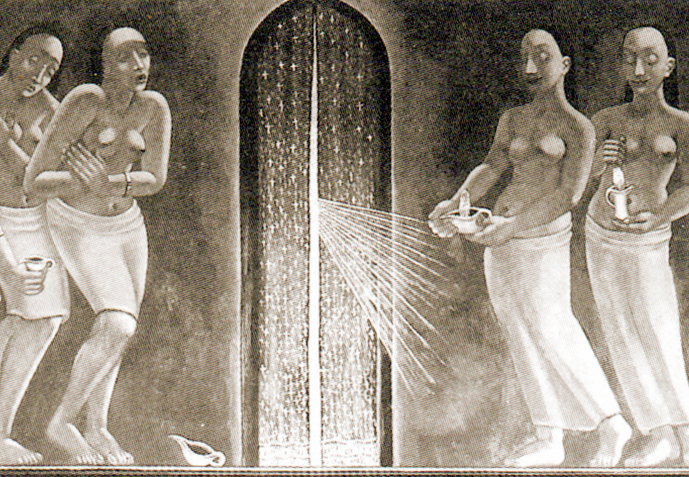
Anita Rée Die klugen und die törichten Jungfrauen, Wandbild in der Schule Uferstraße Hamburg 1929, 1942 zerstört

#### Deutung als Hochzeit
Joachim Jeremias schreibt, Jesus habe nicht vom endzeitlichen Kommen eines Messias, sondern schlicht von einer Hochzeit erzählt. Nicht die Jungfrauen, sondern die Hochzeit werde mit der Königsherrschaft Gottes verglichen. Die Plötzlichkeit sei der Kernmoment, um den es gehe; er solle aufschrecken und auffordern, für anstehende Veränderungen wach zu bleiben.
Luise Schottroff richtet das Augenmerk auf die Jungfrauen, womit etwa 12-jährige Mädchen bezeichnet würden, von denen erwartet werde, dass sie sich heiratsfähig präsentierten. Das Gleichnis zeige die harte Realität einer patriarchalen Gesellschaft: Mädchen, die die gesellschaftlichen Erwartungen nicht erfüllten, würden von denen ausgeschlossen, die sie erfüllten. Das könne zum Umdenken herausfordern.
Luzia Sutter Rehmann interpretiert das Gleichnis als eine realistische Beschreibung. Die Mädchen, die kein Öl hatten, wurden als töricht (gr. moros) bezeichnet. Paulus (1 Kor 26-27) verwendet dieses Wort wie folgt: Nicht viele Weise nach dem Fleisch, nicht viele Mächtige, nicht viele Vornehme sind berufen. Sondern was töricht ist vor der Welt, das hat Gott erwählt. Töricht wurde von den Mächtigen und Vornehmen auch als herablassende Bezeichnung für die Armen verwendet. Die törichten Mädchen waren zu arm, um genügend Öl für ihre Lampen zu besorgen, mit denen sie vermutlich den Hochzeitszug begleiten wollten (s. Psalm 68,26), um sich etwas Geld zu verdienen. Der Bräutigam verhielte sich gegen alle christlichen Werte. Jesus sagt (Lk 11,9): Bittet, so wird euch gegeben; suchet, so werdet ihr finden; klopfet an, so wird euch aufgetan. Der Bräutigam aber verschließt die Tür und lässt die Mädchen nicht ein. Nach Paulus sei Gott jedoch auf der Seite der Törichten.

#### Allegorische  Deutung
Manche Ausleger, die weiterhin eine allegorische Deutung befürworten, führen das Gleichnis als Beispiel auf, wie Matthäus auch Frauen (und nicht nur Männer) mit dem zukünftigen Reich Gottes in Beziehung setzt. Manche Ausleger, die Impulse der Erweckungsbewegungen aufnehmen, betonen, die Mitternacht im Gleichnis gehe nicht dem Gericht, sondern der Hochzeit voraus, die als Entrückung der Gläubigen und ihre endzeitliche Vereinigung mit Jesus Christus gedeutet werden dürfe. Der Dispensationalist John F. Walvoord (1910–2002) sieht darin konkret einen Antisemitismus: das Gericht über die Juden (mit positivem und negativem Ausgang) nach der Zeit der großen Trübsal werde beschrieben, bevor Jesus mit seiner Braut, der Kirche, zurückkomme, um das tausendjährige Reich anzutreten. Eckhart Tolle schreibt, dass die Parabel nicht vom Ende der Welt spreche, sondern vom Ende psychologischer Zeit. Sie deute auf das Hinausgehen über den Ego-Verstand hin und auf die Möglichkeit, in einem gänzlich neuen Bewusstseinszustand zu leben. Die unbewussten (törichten) Jungfrauen haben nicht genug Bewusstsein (Öl), um gegenwärtig zu bleiben (ihre Lampen am Brennen zu halten). Sie verpassen somit das Jetzt (den Bräutigam) und können nicht zur Erleuchtung (Hochzeitsfest) finden.

## Christliche Ikonographie

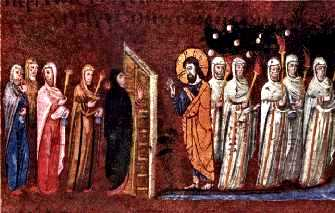
Aus dem 6. Jahrhundert

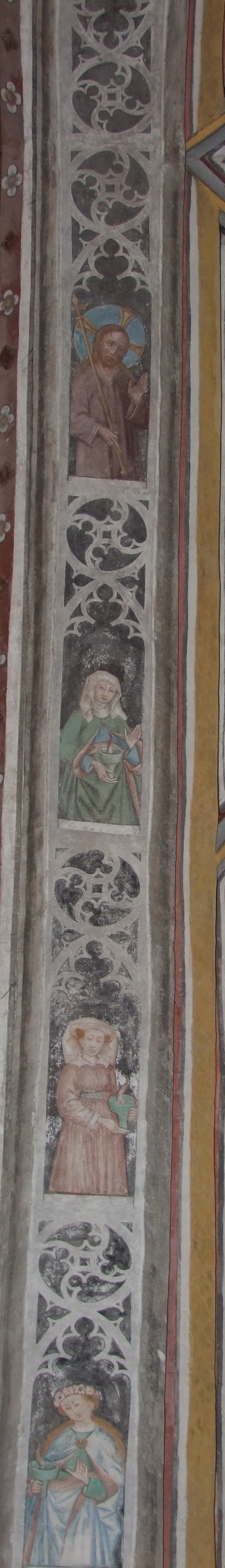
Chorbogen Unser Frauen zu Memmingen

Das Gleichnis ist schon in der bisher ältesten bekannten Kirchendekoration in der Hauskirche von Dura Europos (erste Hälfte des 3. Jahrhunderts) dargestellt. Es nimmt dort auf zwei Wänden einen bevorzugten Platz ein. In der folgenden kirchlichen Kunst wird das Gleichnis auch in der Katakombenmalerei des 4. Jahrhunderts (Cyriaka-Katakombe, Rom) und koptischen Fresken dargestellt. Als frühe Buchmalerei erscheint das Motiv im Codex Rossanensis, einem um 550 illuminierten griechischen Evangeliar.
Im 12. Jahrhundert, mit Beginn der Gotik, tritt das Thema als skulpturaler Schmuck an französischen Kathedralportalen auf, dort allerdings nur marginal in Archivolten und Türpfostenreliefs. Eine markantere Rolle spielen die Jungfrauen an den Portalanlagen im deutschen Sprachraum. An der Galluspforte (12. Jhdt.) des Basler Münsters besetzen sie den Türsturz, monumentale Gestalt gewinnen sie an den Figurenportalen und Paradiesvorhallen des 13. Jahrhunderts (Bremen, um 1230; Magdeburg, um 1240/60; Straßburg, nach 1276; Freiburg, um 1300). Die Figuren geben seit dem Magdeburger Zyklus dem gotischen Bildhauer Gelegenheit, die Affekte Trauer und Seligkeit in aller Dramatik auszudrücken. Der Jungfrauenzyklus wird entweder dem Marienthema zugeordnet (Maria als mystische Braut Christi) oder dem Weltgericht.
Wandmalereien des Themas finden sich gern im Chorbogen. In Skandinavien fand das Motiv der klugen Jungfrauen vor allem Eingang in Kirchenbänke und Chorgestühle, so etwa auf der schwedischen Insel Gotland in den mittelalterlichen Kirchen von Gothem und Stenkyrka.
In der Glasmalerei erscheinen die Jungfrauen in der Elisabethkirche Marburg, 13. Jahrhundert, und 1953 durch Charles Crodel im Zuge des Wiederaufbaus der Frankfurter Katharinenkirche. Das große Altarmosaik von Otto Habel (1961) in der Domkirche St. Eberhard in Stuttgart zeigt die Jungfrauen auf der rechten und linken Seite einer monumentalen Christusdarstellung. In der christlichen Kunst während der ganzen Renaissance- und Barockzeit spielt das Thema hingegen kaum eine Rolle.

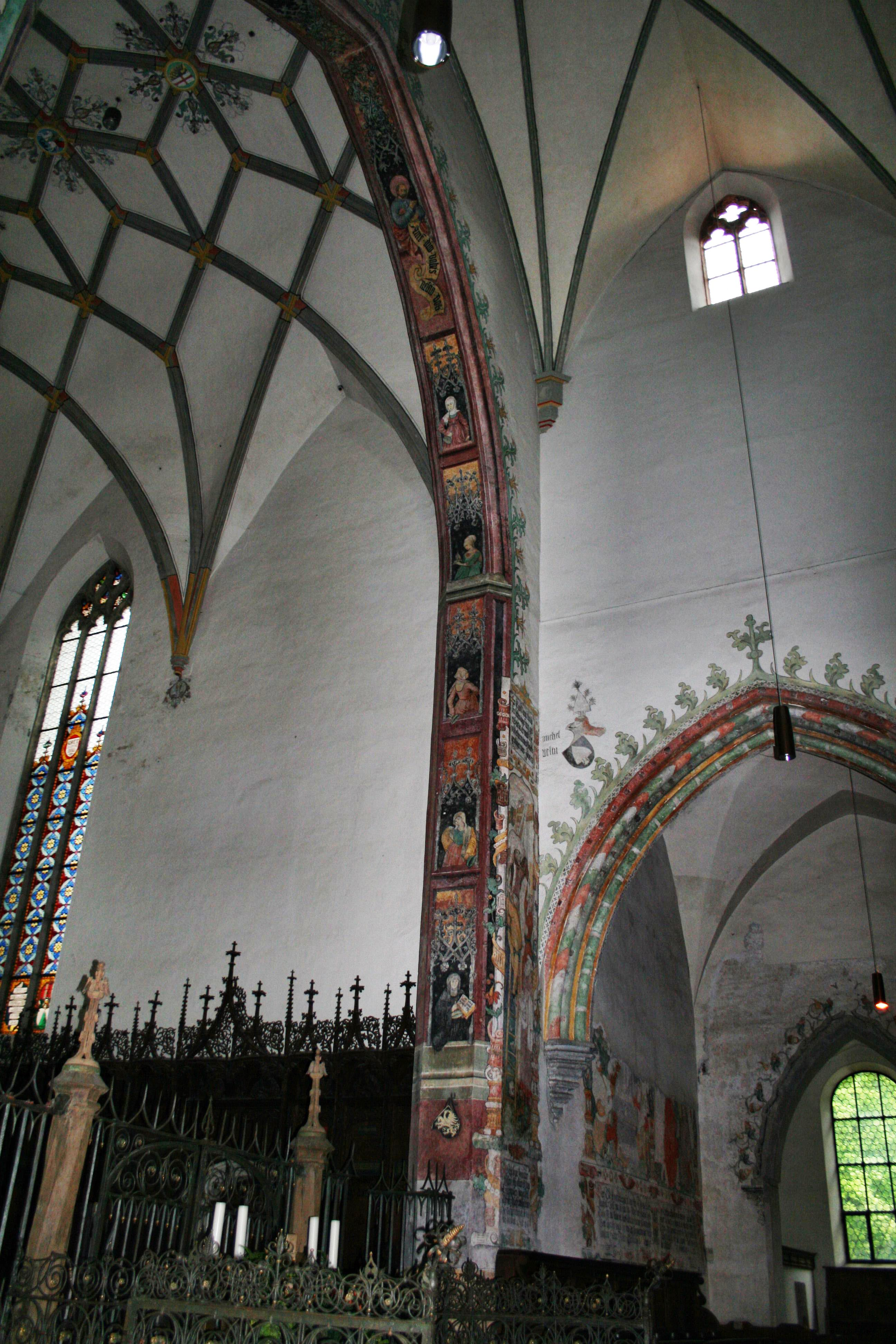
Chorbogen St. Martin zu Memmingen mit törichten Jungfrauen
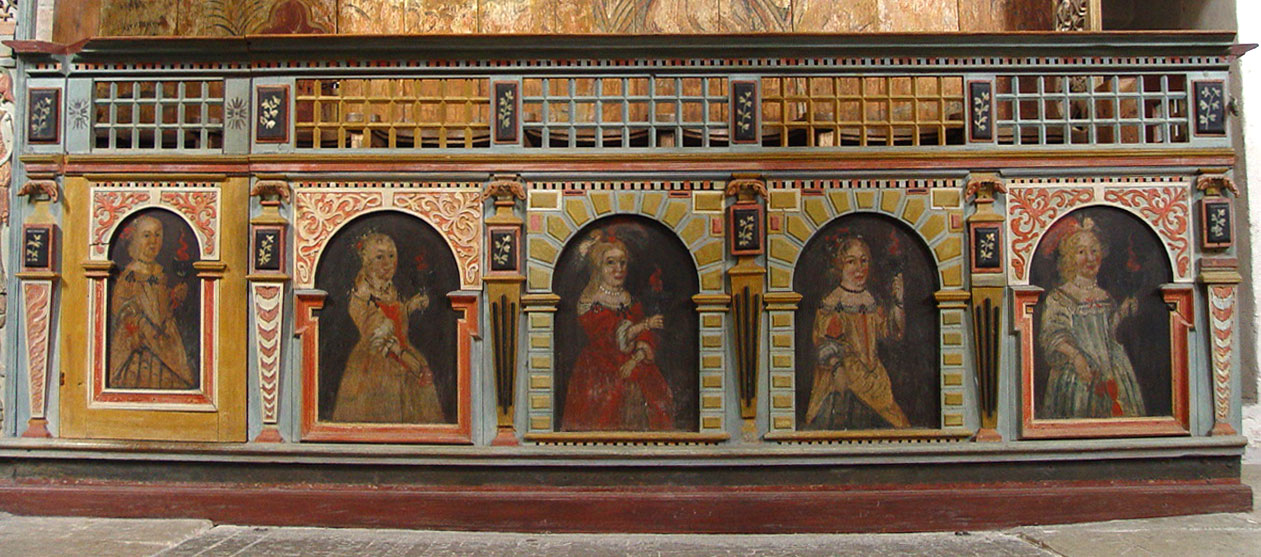
Chorbank Kirche von Gothem (14. Jahrhundert)
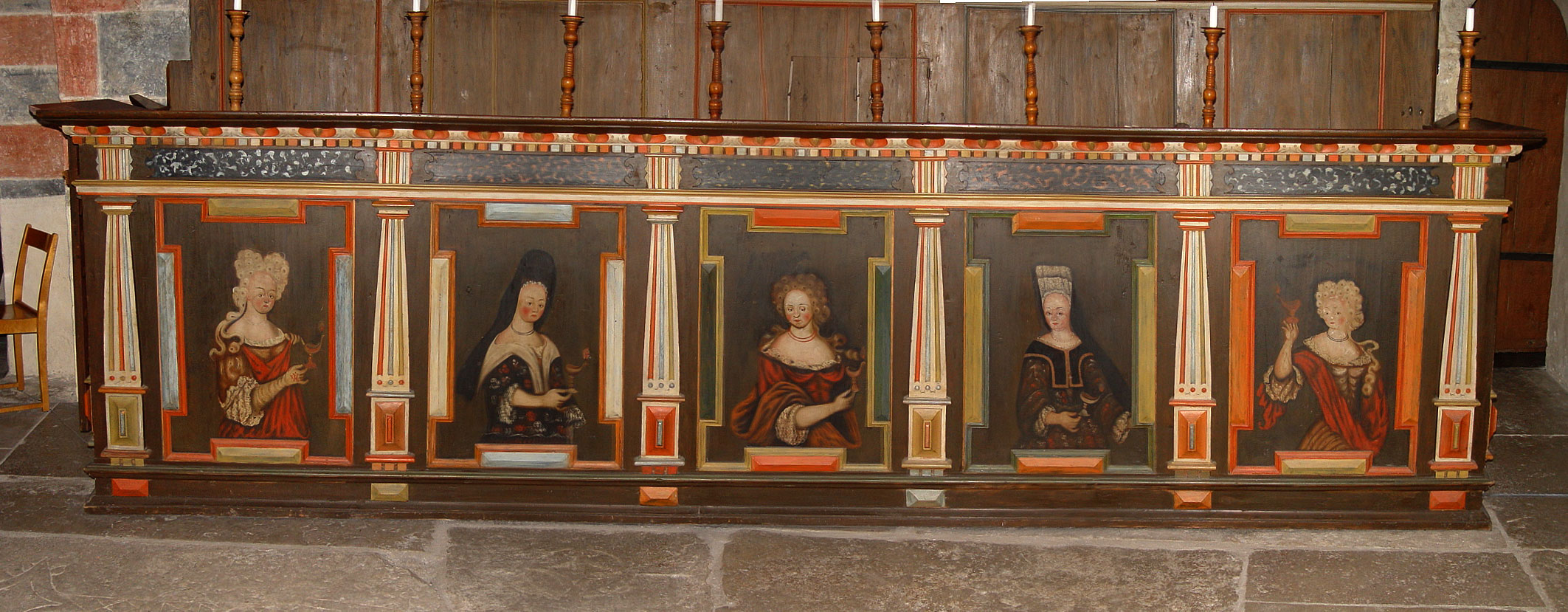
Chorbank Kirche von Stenkyrka (18. Jh.)

### Skulpturenzyklen
- Amiens, Kathedrale Notre-Dame
- Auxerre, Kathedrale Saint-Étienne
- Basel, Münster, Galluspforte, um 1150/1170
- Bern, Münster, Hauptportal unter dem Jüngsten Gericht
- Bourges, Kathedrale Saint-Étienne
- Erfurt, Dom St. Marien, um 1330, siehe Bild
- Freiburg im Breisgau, Münster Unserer Lieben Frau, vor 1300; in der Vorhalle jeweils an der Nord- und Südwand
- Kathedrale von Laon
- Lübeck, St.-Annen-Museum (späte Darstellungsweise um 1400 unter Einfluss des ital. Trecento) und als Relief am bronzenen Taufbecken der Marienkirche (1337)
- Magdeburg, Dom St. Mauritius und Katharina, Die klugen und törichten Jungfrauen am Paradiesportal der Nordfassade, um 1250, siehe Bild
- Marienburg, Goldene Pforte der Marienkirche
- Minden, Dom St. Gorgonius und Petrus, um 1270/80
- Mühlhausen/Thüringen, Marienkirche
- Osnabrück, St.-Marien-Kirche
- Paderborn, Dom St. Maria, Liborius und Kilian, Relief auf der Südseite des östlichen Kreuzschiffes
- Paris, Kathedrale Notre Dame
- Pont-l’Abbé-d’Arnoult, Prioratskirche Saint Pierre
- Reims, Kathedrale Notre-Dame
- Sens, Kathedrale Saint-Étienne
- Straßburg, Münster Unserer Lieben Frau, Südportal, siehe Bild
- Straßburg, Kirche Jung-St. Peter
- Worms, Liebfrauenkirche
- Zürich, Kirche Enge
- Zürich, Kreuzkirche
- Zwickau, St.-Marien-Kirche, Brauthallenportal

## Kirchenmusik
Das Gleichnis bildet die Grundlage für den Choral von Philipp Nicolai Wachet auf, ruft uns die Stimme (GL 554 bzw. EG 147) und die darauf aufbauende Bachkantate gleichen Namens (BWV 140). Es wird außerdem aufgenommen in der zweiten, von Otto Riethmüller überarbeiteten Strophe des Chorals Der Morgenstern ist aufgedrungen (EG 69).